# Білорусько-естонські відносини
Білорусько-естонські відносини встановлені 6 квітня 1992. Білорусь експортує в Естонію нафту, сільськогосподарську техніку, лісопродукцію, калійні добрива, папір і картон, одяг, вироби з вуглецевої сталі. У свою чергу Естонія експортує в Білорусь циклічні вуглеводні, лікарські засоби, шкіру, рибу і рибні консерви, кукурудзу, ракоподібних і багато інших товарів.

## Історія
Естонська Республіка визнала незалежність Білорусі 20 квітня 1992 року. У двох країн були різні погляди на подальший розвиток після розпаду СРСР. Естонія прагнула вступити в НАТО, Європейський союз, розширювати зв'язки з країнами Прибалтики. Через це в Естонії Білорусь сприймали як «уламок Радянського Союзу».
Уряд Білорусі відкрив своє генеральне консульство в Талліні в березні 1994 року. У свою чергу Естонія це зробила через рік, в липні 1995 року. Після поступового поліпшення відносин Естонія вирішила відкрити своє посольство в Мінську в жовтні 2009. Білорусь зробила це в червні 2010.
Естонія не раз критикувала чиновників Білорусі за порушення прав людини і небажання дотримуватися демократичних стандартів. Перші вирішили почати налагоджувати відносини з адміністративними одиницями Білорусі, проте як такого діалогу не було.
У липні 2009 року відбувся візит членів Рійгікогу до Білорусі. У вересні 2010 року делегація Національних зборів Білорусі також відвідала Естонію. Також в різні періоди проходили зустрічі з різними міністрами обох країн.
Після президентських виборів 2010 року відносини між двома країнами погіршилися. Естонія не визнала президентські вибори в Білорусі, такими що відповідають демократичним стандартам. На початку 2011 року естонське керівництво підтримало пропозицію про введення іміджевих санкцій щодо білоруських властей.
З 2014 року відносини між двома країнами почали поступово налагоджуватися. В ході 22-ї зустрічі РМЗС ОБСЄ відбулася робоча зустріч міністрів закордонних справ Білорусі та Естонії.
На початку жовтня 2017 року відбувся візит білоруської делегації до Естонії. На тій зустрічі білоруську делегацію очолював Василь Матюшевський. В рамках візиту була організована зустріч з прем'єр-міністром Естонії Юрі Ратасом.
Після шостих виборів президента Білорусі відносини між двома країнами почали погіршуватися. Естонія стала першою країною, яка ввела санкції проти білоруських чиновників. Міністерство закордонних справ Естонії в свою чергу не визнало легітимність Олександра Лукашенка. 8 жовтня 2020 року Надзвичайний та Повноважний посол Естонії в Білорусі були відкликані в Таллінн для консультації в знак протесту.